# Michael Seymour (1802–1887)
Sir Michael Seymour (3. prosince 1802 – 23. února 1887) byl britský admirál. V královském námořnictvu sloužil od roku 1813 a již v roce 1826 byl kapitánem. Později se zúčastnil krymské války, v níž byl vážně zraněn. Jako vrchní velitel u břehů Číny vynikl v druhé opiové válce, v roce 1864 dosáhl hodnosti admirála.

## Životopis

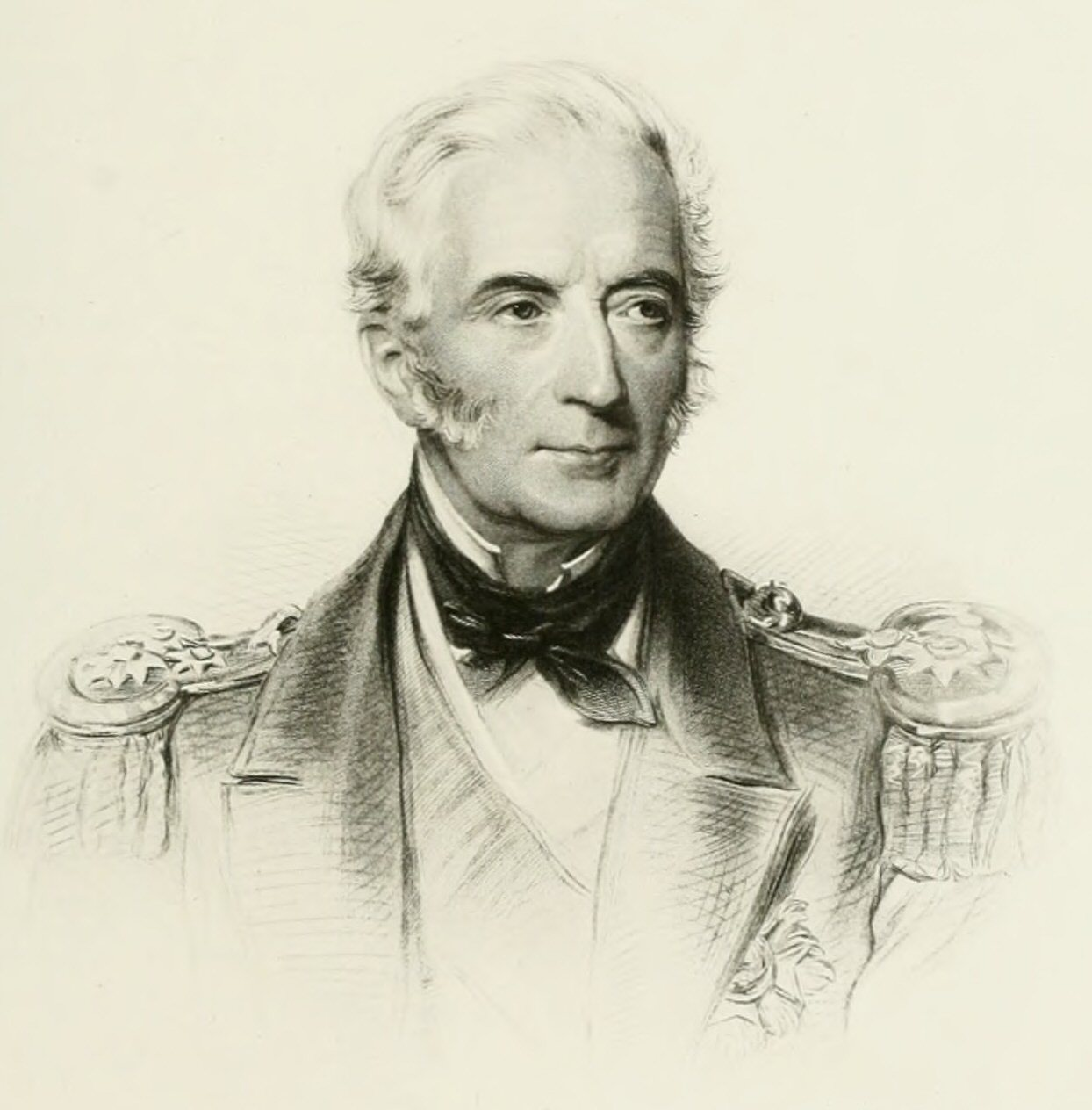
Viceadmirál Sir Michael Seymour

Pocházel z významného šlechtického rodu Seymourů, patřil k vedlejší linii, která od počátku 18. století sídlila v Irsku. Narodil se jako třetí syn admirála Sira Michaela Seymoura (1768–1834). U královského námořnictva sloužil od roku 1813 a již v roce 1826 dosáhl hodnosti kapitána. Poté velel několika lodím, sloužil ve Středomoří, v Lamanšském průlivu a v jižní Americe, souběžně byl v letech 1827–1859 sekretářem Řádu lázně. V roce 1849 byl pověřen prohlídkou námořního arzenálu ve Francii, o této návštěvě vypracoval zprávu pro britskou vládu. Stále v hodnosti kapitána byl v letech 1851–1854 superintendantem loděnic v Devonportu, poté se zúčastnil krymské války. V roce 1854 dosáhl hodnosti kontradmirála a na Krymu byl náčelníkem štábu admirála Napiera. V letech 1856–1859 byl vrchním velitelem v Indickém oceánu a u břehů Číny. Jako námořní velitel vynikl v druhé opiové válce, kdy zlikvidoval čínskou flotilu, dobyl Kanton a přispěl k rychlému uzavření míru. V návaznosti na to získal Řád lázně (1859) a v letech 1859–1863 byl navíc členem Dolní sněmovny (patřil k liberálům a v parlamentu zastupoval přístav Devonport). V roce 1860 byl jmenován viceadmirálem a v letech 1863–1869 byl velitelem v Portsmouthu. V roce 1864 dosáhl hodnosti admirála a v roce 1870 odešel do výslužby. V letech 1876–1887 zastával čestnou funkci viceadmirála Spojeného království.
S manželkou Jane Hawker měl tři děti. Starší dcera Dorothea byla manželkou viceadmirála Donalda Mackenzie (1815–1894), mladší dcera Blanche se provdala za plukovníka Erskine Dawsona (1829–1875), účastníka krymské války a indického povstání.
Vysokých hodností u královského námořnictva dosáhli také jeho synovci Sir Michael Culme-Seymour (1836–1920) a Sir Edward Hobart Seymour (1840–1929).